# Diamantbarbe
Die Diamantbarbe (Hypsibarbus pierrei) ist ein südostasiatischer Karpfenfisch und von Thailand bis Malaysia und über Kambodscha bis Vietnam verbreitet. Im Malaiischen wird er Kerai kunyit genannt. Er lebt als potamodromer Wanderfisch in mittelgroßen bis großen Flüssen.

## Merkmale
Die Diamantbarbe erreicht eine Größe von 30 cm und besitzt einen hochrückigen Körper. Diagnostische Merkmale der Art sind vier horizontale Schuppenreihen zwischen der Seitenlinie und der Schuppenreihe auf der mittleren Rückenlinie am Beginn der Rückenflosse, ein gesägter letzter, unverzweigten Rückenflossenstrahl mit 15 bis 19 Zacken und fünf bis acht Kiemenrechen auf dem unteren Ast des ersten Kiemenbogens.

## Haltung
In Deutschland wird die Diamantbarbe nur in dem Zoologischen Garten Leipzig in Gondwanaland gehalten.

## Synonyme
- Barbodes pierrei (Sauvage, 1880)
- Barbus pierrei (Sauvage, 1880)
- Labeo pierrei (Sauvage, 1880)
- Puntius pierrei Sauvage, 1880[3]